# ザック・メリック
ザカリー・スティーブン・メリック（Zachary Steven Merrick、1988年4月21日 - ）は、アメリカ合衆国のベーシストである。ポップ・パンクバンド「オール・タイム・ロウ」のベース、バックボーカル担当。身長180cm。メリーランド州ボルチモア出身。
11歳の時からベースを始める。メンバーの中で一番クールな性格で、口数も少ない。趣味は筋トレ、カメラ、サーフィン、スケートボードなど。ファッションブランド「Amerrickan」を立ち上げた。